# Stazione di Orvieto
La stazione di Orvieto è una stazione ferroviaria a servizio della città di Orvieto in Umbria e si trova sulla linea lenta Firenze-Roma. In sua vicinanza ci sono le due interconnessioni Orvieto Nord e Orvieto Sud con la direttissima.
La proprietà e la gestione della stazione è affidata a Rete Ferroviaria Italiana (RFI) controllata del gruppo Ferrovie dello Stato.

## Storia
Con l'apertura della breve linea ferroviaria (42 km) Orvieto-Orte, venne aperta il 10 marzo 1864 la stazione ferroviaria di Orvieto.
Il 1º aprile 1865, con il termine dei lavori del tratto Corese-Roma, Orvieto aveva un collegamento diretto con Roma. Ancora oggi per raggiungere la Capitale, passando dalla linea lenta, il tracciato è rimasto invariato.
Per dieci anni i collegamenti verso Firenze venivano effettuati con un percorso lunghissimo: Orvieto infatti si trovava su quella che oggi è la Ferrovia Centrale Toscana, che riveste un ruolo prettamente locale, non è elettrificata ed in parte è ancora a binario unico. Il percorso per arrivare al capoluogo toscano passava per Chiusi, Siena, Empoli con un percorso di 225 chilometri.
Nel novembre del 1875 la distanza con Firenze diminuì sensibilmente grazie all'apertura del tratto Chiusi-Terontola che allacciò la Ferrovia Centrale Toscana con il tratto Terontola-Firenze.

## Strutture e impianti

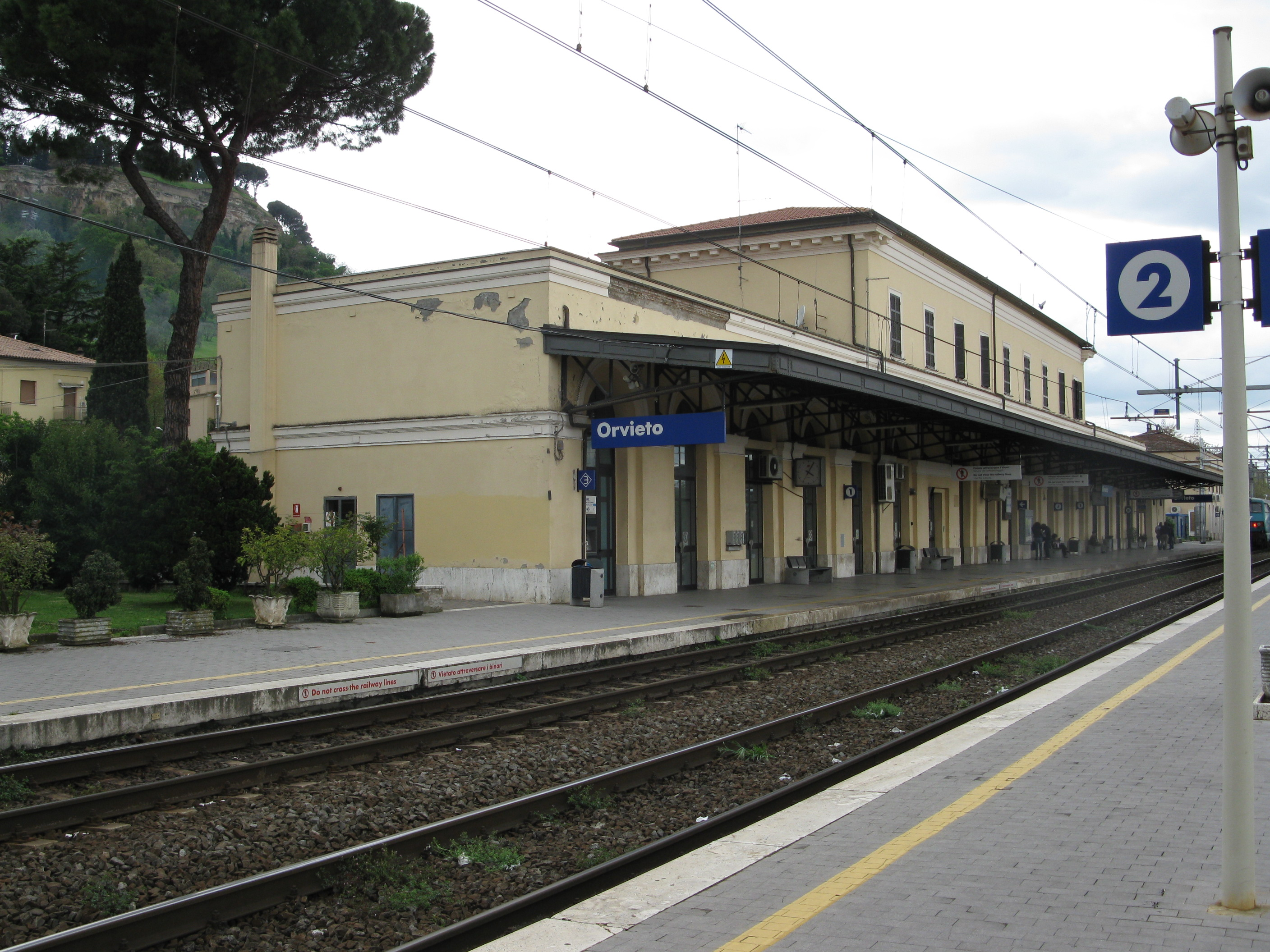
Vista stazione dalla banchina dei binari 2 e 3

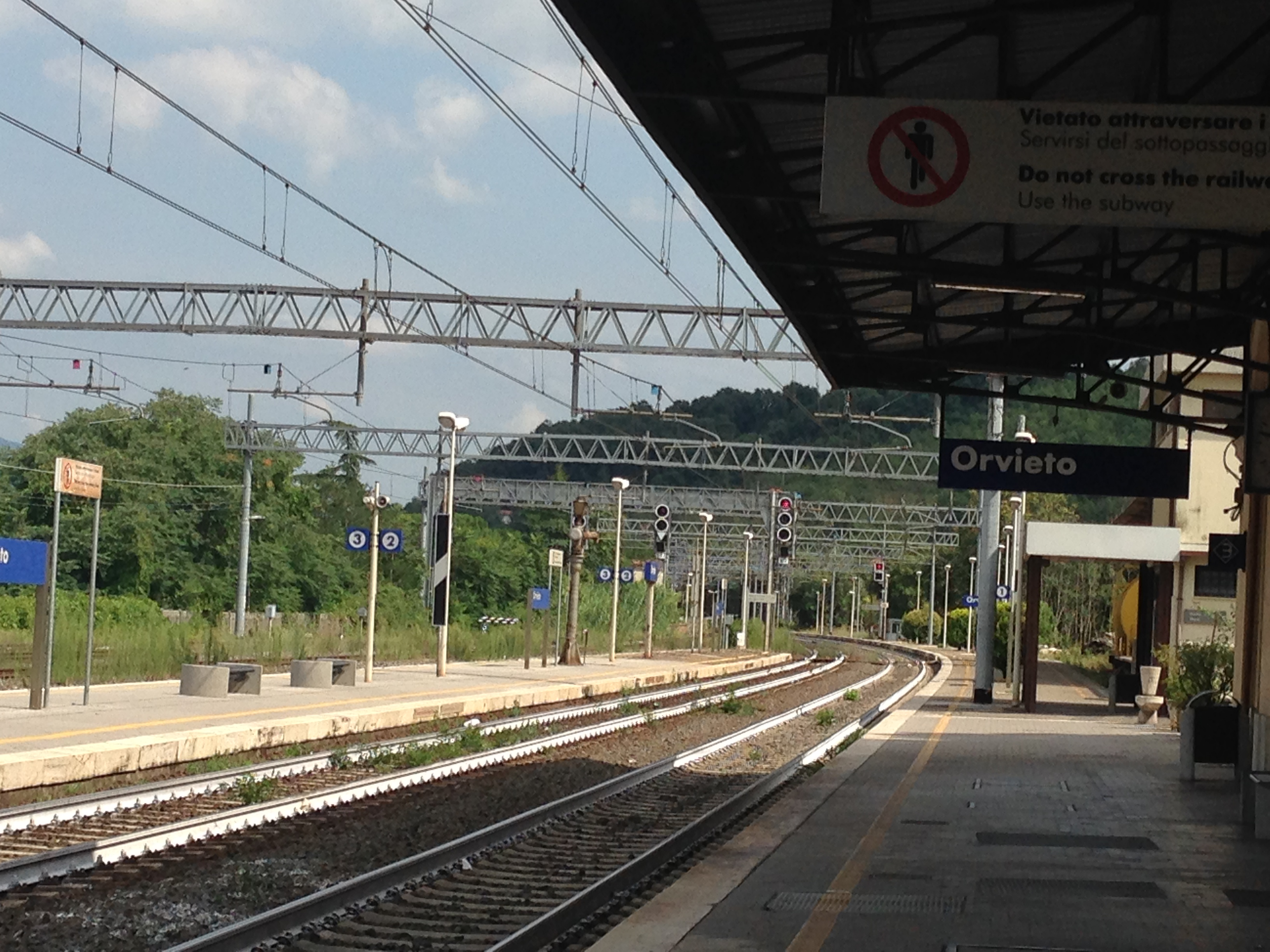
Vista binari 1 e 2 in direzione Roma

La stazione dispone di tre binari adibiti al trasporto viaggiatori. I primi due binari sono di corsa mentre il terzo è usato per eventuali precedenze e capolinea per il treno che arriva e riparte da Chiusi. Ci sono anche tre binari adibiti al traffico merci, infatti la stazione dispone anche di uno scalo merci.
I binari destinati al trasporto viaggiatori sono collegati fra loro con un sottopassaggio ed un ascensore.
La stazione si trova molto vicina alle interconnessioni Orvieto Nord e Orvieto Sud con la linea Firenze-Roma direttissima, che venivano usate molto frequentemente dai treni a lunga percorrenza con fermata ad Orvieto. Con l'aumento del numero di treni ad Alta Velocità che percorrono la Direttissima, gli Intercity sono stati relegati sulla linea storica per non intasare la linea veloce.

## Movimento
Il servizio viaggiatori è operato esclusivamente da Trenitalia controllata del gruppo Ferrovie dello Stato. Fermano tutti i treni regionali, quasi tutti gli Intercity ed Euronight.

## Servizi
La stazione dispone di:
- Biglietteria a sportello
- Biglietteria automatica
- Sala d'attesa
- Servizi igienici
- Bar

## Interscambi
Nel piazzale antistante il fabbricato viaggiatori fermano i gli autobus delle società Umbria Mobilità e COTRAL che effettuano collegamenti urbani ed extraurbani con il centro cittadino, l'alto Lazio e il resto dell'Umbria. È presente anche una stazione taxi.
Di fronte al fabbricato viaggiatori si trova il capolinea della Funicolare di Orvieto che collega velocemente Orvieto Scalo con il centro storico.